# Husayn al-Baher
Husayn al-Baher (tiếng Ả Rập: حصين البحر, cũng đánh vần Husain al-Bahr hoặc Hussein al-Baher) là một ngôi làng ở phía tây bắc Syria, một phần hành chính của Tỉnh Tartus, nằm ở phía bắc Tartus. Các địa phương lân cận bao gồm Maten al-Sahel ở phía bắc, Annazah ở phía đông bắc, al-Sawda ở phía đông, Awaru và Khirbet al-Faras ở phía đông nam và Dweir al-Shaykh Saad ở phía nam. Theo Cục Thống kê Trung ương Syria, Husayn al-Baher có dân số 4.350 trong cuộc điều tra dân số năm 2004, khiến nó trở thành địa phương lớn nhất của al-Sawda nahiyah ("tiểu khu"). Cư dân của ngôi làng chủ yếu là người Alawite, cùng với một thiểu số Kitô giáo.
Năm 1970, ngôi làng trở thành một phần của đô thị al-Sawda mới thành lập cùng với các ngôi làng chủ yếu là Alawite của Maten al-Sahel, Mazra'a, Mazra'a Shamamis, Bayt Jadid, làng Hồi giáo Sunni của Zamrin, làng Christian al-Sawda và Bashtar, và làng Ismaili của Awaru. Tuy nhiên, vào năm 1985 Husayn al-Baher đã trở thành một đô thị riêng biệt do quy mô của nó và mối quan hệ tốt đẹp giữa các cư dân trong làng, nhiều người trong số họ là thành viên của Đảng Ba'ath cầm quyền và chính quyền. Husayn al-Baher là nơi sinh của nhà văn Syria Haidar Haidar  và nhà viết kịch Saadallah Wannous.